# Євразійський басейн

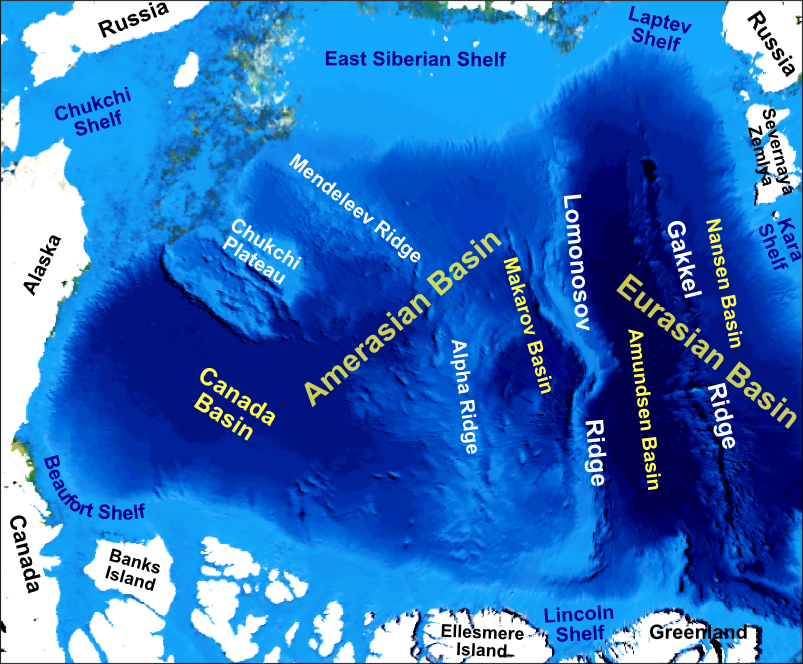
Основні батиметричні особливості Північного Льодовитого океану

Євразійський басейн — один з двох основних басейнів (другий — Амеразійський басейн), що складають Арктичний басейн в Північному Льодовитому океані і розокремлені хребтом Ломоносова. Євразійський басейн може розглядатися як продовження Північно-Атлантичного басейну  через протоку Фрама. Має поділ по хребту Нансен-Гаккеля на котловини Нансена і Амундсена. Остання котловина є найглибшим місцем Північного Льодовитого океану і тут  знаходиться географічний Північний полюс.
Євразійський басейн обмежено з півдня Гренландією і Шпіцбергеном, хребтом Ломоносова і сибірським шельфом в морях Лаптєвих, Карському і Баренцовому. Максимальна глибина — жолобі Літке — 5 449 м
Басейн утворено у кайнозої, близько 63 млн. років тому, через спрединг морського дна.